# Bremer Bürgerkonvent
Der Bremer Bürgerkonvent, vor 1813 Bürgerconvent, war in Bremen seit dem Mittelalter bis 1848 eine ständische Vertretung der Bürger. Seit 1849 gibt es die Bremische Bürgerschaft.

## Geschichte

### Mittelalter
Seit dem 12. Jahrhundert entwickelte sich aus den gerichtlichen Beisitzern des erzbischöflichen Vogtes ein Bürgerausschuss, der vertrat die kommunalen Interessen gegenüber dem Stadtherrn, dem Erzbistum Bremen. Daraus wurde um 1225 der Rath der Stadt.
Die vier Kirchspiele (Viertel) Unser Lieben Frauen, St. Ansgarii, St. Martini und St. Stephani organisierten sich in Versammlungen, welche die „meenheit“ (Allgemeinheit) genannt wurde, um die Angelegenheiten der Bürger der (Kirch-)Gemeinden zu vertreten. Die meenheiten der Kirchspiele wählten auch den Rat, sofern dieser nicht die Urwahl umging, indem er sich lebenslange Zugehörigkeit zubilligte und für verstorbene Ratmänner selber den Nachfolger bestimmte.
Hin und wieder wurde auch die meenheit insgesamt einberufen. Wie oft das geschah, ist nicht bekannt. Zu den wenigen überlieferten Vollversammlungen gehört die Anbahnung des Rathausneubaus Anfang des 15. Jahrhunderts. Immerhin wurde die obere Rathaushalle so groß gebaut, dass sich alle stimmberechtigten Bürger darin hätten versammeln können.
Der Rat schaffte sich zwar durch hohe Vermögensanforderungen für die Ratsfähigkeit eine ausgesprochene Exklusivität, aber indem viele Regelungen des städtischen Lebens Vereinbarungen zwischen dem Rat und einzelnen Gilden und Zünften waren, hatten auch diese Anteil an den städtischen Entscheidungen. 
Es gab jedoch immer wieder Aufstände gegen den Rat.

### Seit 1534 und derNeuen Eintracht

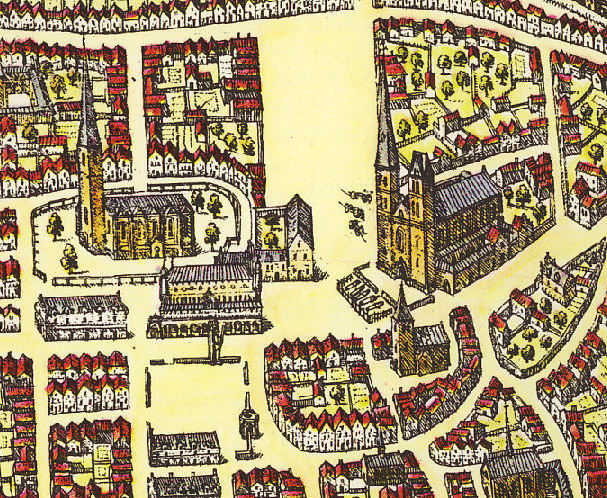
Bremer Rathaus, Liebfrauenkirche und Bremer Dom als Kartenausschnitt von Georg Braun und Frans Hogenberg (1572–1618)

Nach dem Zusammenbruch des Aufstandes der 104 Männer erließ der Rat 1534 als neue Verfassung, die Neue Eintracht. Die war in vieler Hinsicht restriktiv, schuf aber den Anliegen der städtischen Öffentlichkeit ein neues Ventil. In § 18 hieß es, dass der Rat der Gemeinde die meenheit der Kirchspiele, die Elterleute der Kaufmannschaft und die Ämter (Zünfte) einladen könne. Für diese Versammlung setzte sich die Bezeichnung Bürgerconvent durch. Der Convent wurde zunächst selten eingeladen, und die Einladung erging zunächst längst nicht an alle gesellschaftlichen Gruppen, sondern nur an mächtige und sicherheitsrelevante. So wurden etwa die Mauerherren geladen, die für die Bremer Befestigungsanlagen zuständig waren, oder die Elterleute des Kaufmanns, die die Wichtigkeit des Handels für das Wohlergehen der gesamten Stadt geltend machen konnten. Der Bürgerkonvent versammelte sich zumeist in der Oberen Rathaushalle. Die Vorschläge des Rates wurden vom Ratssyndicus dem Convent vorgelesen und schriftlich übergeben. Der Convent beriet bis 1813/14 getrennt nach den vier Kirchspielen. Nahmen mindestens drei Kirchspiele den Vorschlag an, wurde er als gültig anerkannt.
Im 17. Jahrhundert forderte das Collegiums Seniorum (aus amtierenden und ehemaligen Elterleuten der Großkaufleute) eine noch stärkere Beteiligung an den Regierungsgeschäften. Durch zunehmende  Einflussnahme und machtvolle Druckmittel erreichten sie, dass bei wichtigen Beschlüssen der Rat auf die Zustimmung des durch die Kaufleute dominierten Bürgerconvents angewiesen war.
1738 setzte der Bürgerconvent gegenüber dem Rat die Bildung einer Finanzdeputation aus 32 Bürgern durch. Die Bildung der Die Zweiunddreißig genannten und bis 1766 bestehenden Deputation wird als eine neue Verfassungstatsache bezeichnet.

### Nach der Franzosenzeit

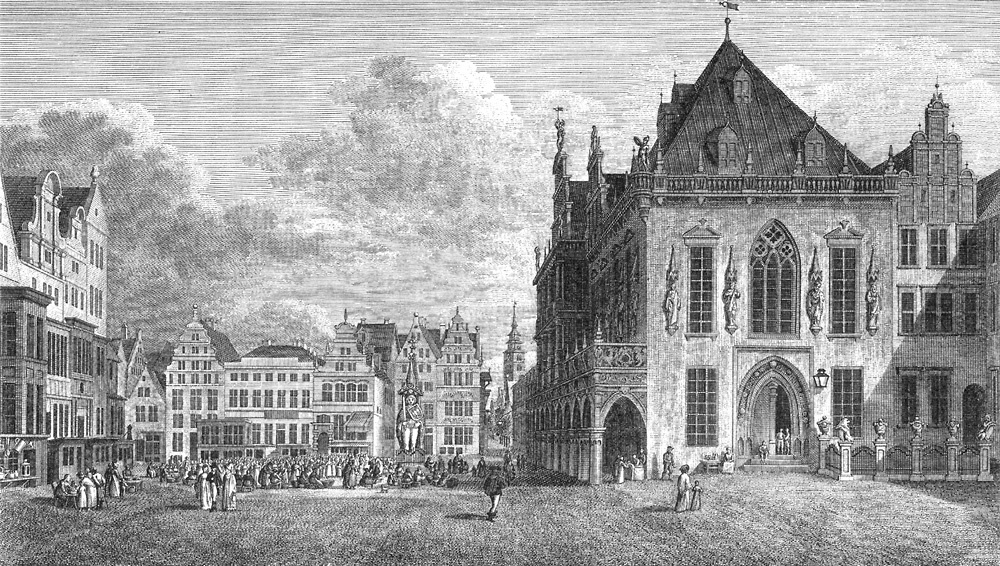
Markt und Rathaus, Stich von Wilhelm Jury (1820) nach einer Vorlage von Anton Radl

1813, nach der Bremer Franzosenzeit, konstituierte sich der Rat der Stadt neu und führte das alte Stadtrecht wieder ein. Die vom Rat vorgeschlagenen Änderungen wurden vom traditionell nach Kirchspielen getrennt beratenden Bürgerkonvent abgelehnt. Es wurde von einer Vorbereitungskommission für die Constitutionsverhandlungen ein Gegenvorschlag mit der Bildung eines Zweikammerparlaments erarbeitet, Gewaltenteilung mit deutlicher Trennung von Judikative, Legislative und Exekutive. Der Rat sollte nur noch Exekutive sein. 1814 bildete sich eine gemischte Verfassungsdeputation, die über zeitgemäße Änderungen beriet. Das Wahlrecht sollte weiterhin, unter Einbezug der Handwerker, ständisch orientiert bleiben.
Es setzten sich 1814 in der Deputation die restaurativen Kräfte durch. Eine schärfere Abgrenzung der Kompetenzen des Rates und der Bürgerschaft war aber vorgesehen, ansonsten blieb vieles bei der alten Konstitution. Der Konvent nahm seit dem an den Gesetzgebungsverfahren und an Belangen des Finanzwesens entscheidend teil. Gesetze konnten nur im Einvernehmen von Rat und Konvent gültig werden.
Nun tagte der Konvent etwa einmal im Monat in einer Plenarsitzung unter Führung der Aeltermänner. Ein Bürgerworthalter leitete die Sitzungen des Konvents. Er teilte seine Ergebnisse durch den Syndicus der Elterleutedem Rat mit. Im Bürgerkonvent der Stadt Bremen von 1814 waren unter 387 vom Senat eingeladenen Bürgern 269 Kaufleute. Der Konvent erweiterte sich und bestand nun aus den Elterleuten des Kaufmanns, Vertretern der wichtigen Zünfte, den Bauherren und Diakonen der evangelischen Kirchen, den Inhabern des Großen Bürgerrechts mit Handlungsfreiheit sowie den Vertretern aus der Bremer Neustadt. Die bremischen Landgemeinden  sowie Vegesack waren im Konvent nicht vertreten.
Von den 300 bis 400 Eingeladenen erschienen nur um die 60 bis 70 Bürger. Seit 1818 galt eine Teilnahmepflicht bestimmter Personen und erst bei 50 Anwesenden galten die Beschlüsse.
Bis 1848 hatten die Vertreter der Kaufleute einen entscheidenden Einfluss im Bürgerkonvent. Nach der Revolution von 1848/49 bestand nach der Landesverfassung eine am 29. März 1849 gewählte Bremische Bürgerschaft.